# 226861 Elimaor
226861 Elimaor è un asteroide della fascia principale. Scoperto nel 2004, presenta un'orbita caratterizzata da un semiasse maggiore pari a 2,7037882 UA e da un'eccentricità di 0,1428826, inclinata di 5,08760° rispetto all'eclittica.